# المنظمة الشيوعية الفولتية
المنظمة الشيوعية الفولتية (بالفرنسية: Organisation communiste voltaïque)‏ كان حزبا شيوعيا في الدولة المعروفة الآن باسم بوركينا فاسو. تأسس في عام 1971 من بيئة الطلاب. في عام 1978 انقسم الحزب إلى قسمين، اتحاد النضال الشيوعي المؤيد للصين والحزب الشيوعي الثوري الفولتيكي الموالي للألبان.